# Парфір'євка
Парфі́р'євка (рос. Парфирьевка) — хутір у складі Тюльганського району Оренбурзької області, Росія.
Стара назва — Парфієвка.

## Населення
Населення — 3 особи (2010; 4 у 2002).
Національний склад (станом на 2002 рік):
- казахи — 100 %